# Раб (острів)

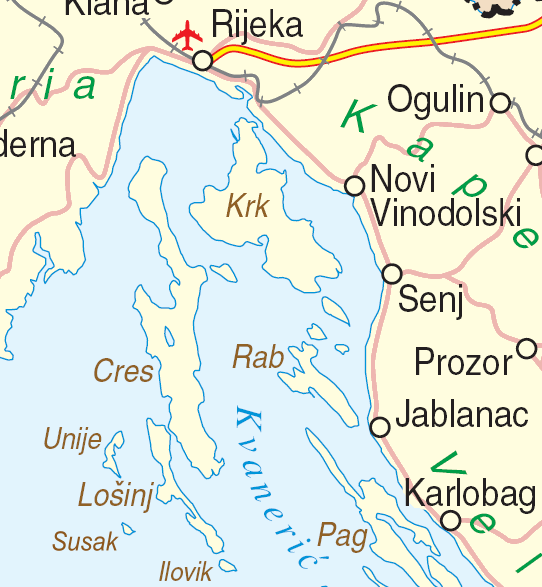
Затока Кварнер

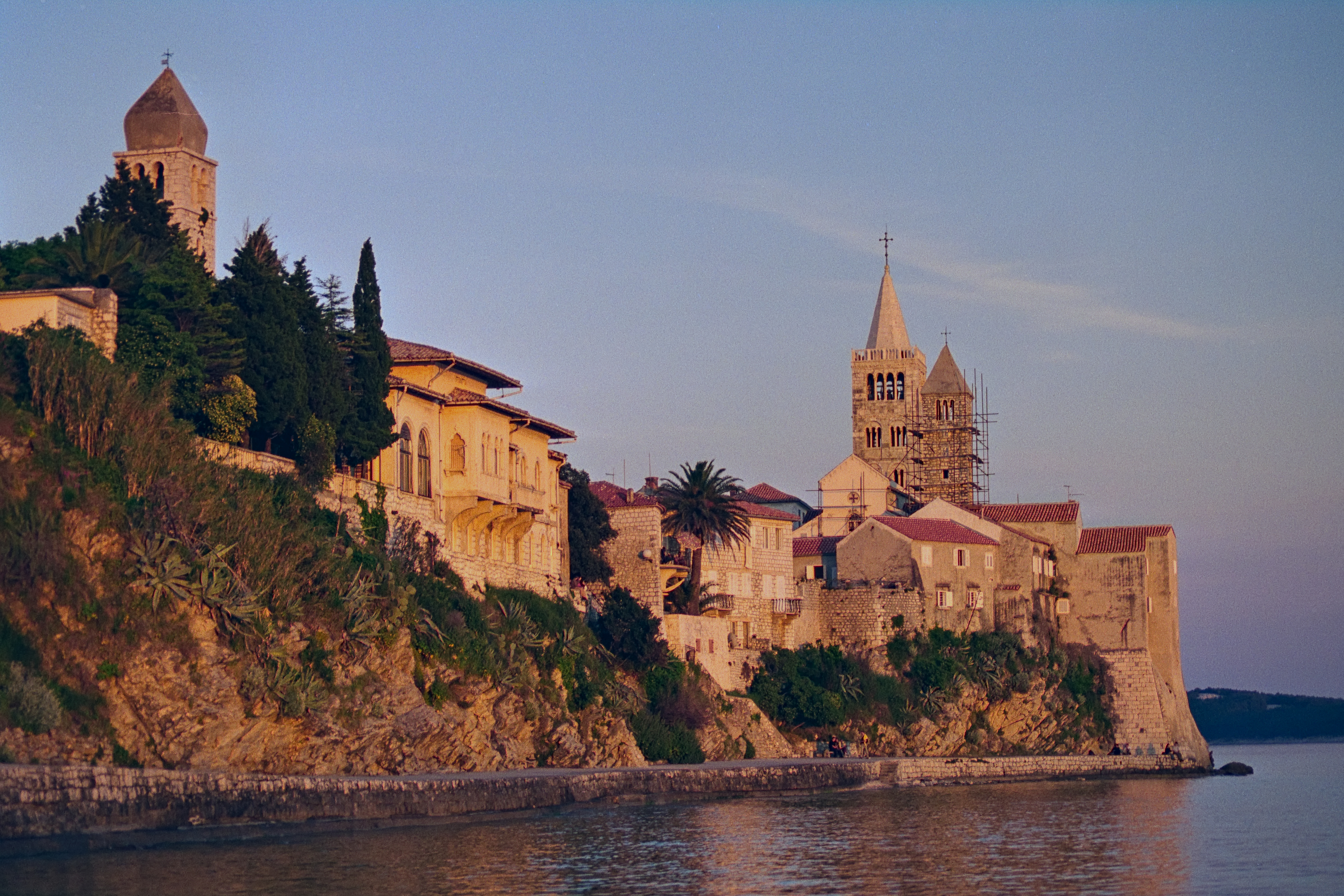
Місто Раб

Раб (хорв. Rab, італ. Arbe, нім. Arbey) — назва острова в північній частині Хорватії, біля далматинського узбережжя в затоці Кварнер, а також розташованого на ньому однойменного міста.
Площа острова — 93,6 км², довжина — 22 км, населення — 9 480 чоловік (2001). Найвища точка — Каменяк (408 м).
Північно-східна частина острова в основному безплідна, карстова, тоді як південно-західна частина має одну з останніх дібров Середземномор'я.
Острів Раб відокремлений протоками від островів Црес, Крк, Паг, а також від материкового узбережжя. Зв'язаний регулярними поромними переправами з островом Крк (Лопар — Довбешка) і з материком (Мішняк — Ябланац).
Найбільші населені пункти — місто Раб (554 мешканців) розташоване в центральній частині острова, Барбат (1050) і Лопар (1200).

## Назва
Острів Раб вперше згадується в грецьких джерелах Периплом Псевдо Скілахом (360 до н. е.), а потім іншими грецькими і римськими географами під ім'ям Арба. Ця назва належала лібуріанцям, найдавнішим відомим мешканцям острова. Арба також була назва лібуріанського поселення на місці сучасного міста Раб.
Іллірійсько-лібуріанське слово Арб означає «темний, приховувати, зелений, ліс». Назву Арба слід розуміти «Чорний острів», у зв'язку з багатими смерековими борами що росли на острові.
Середньовічні далматинці називали Arbe, Arbia, Arbiana, Arbitana і найчастіше Arbum в документах написаних латиною.
Arbe також венеційська назва міста в 15 столітті, коли воно підпадає під владу Венеційської республіки.
У хорватській мові він став Раб, форма, яка, ймовірно походить з 7 століття, коли слов'яни почали селитися на острові.
Проте перші записи назва Раб зберігся лише з середини 15 століття (у латинських документах, що відноситься до створення францисканського монастиря Св. Еуфемія (St. Eufemija)), оскільки великі хорватські поселення з'являються з 10 століття, на відміну від іншої частини регіону.

## Історія
Поселення на місці нинішнього міста Раб було засноване ще в IV столітті до н. е., з III століття до н. е. по VI століття н. е. воно належало Римській імперії і називалося «щасливим» (Felix Arba). За часів імператора Августа перетворилося на укріплений порт.
У 301 році виходець з острова, рятуючись від переслідування християн, заснував державу Сан-Марино, що існує і по цей день. В середні віки Раб належав Візантії, потім був частиною спочатку хорватського, а потім угорсько-хорватського королівства. У 1412 р. разом з більшою частиною Далмації відійшов до Венеції.
Після падіння Венеційської республіки в 1797 році, острів відійшов до Австрії.
У 1918—1921 р. острів окупували італійці, після Першої світової війни він став частиною Югославії.
Під час Другої світової війни острів був знов зайнятий італійцями. Фашисти організували на острові концентраційний табір, в якому в 1942 і 1943 р. було знищено більше тисячі чоловік. Після закінчення війни острів став частиною СФРЮ. Після розпаду останньої в 1990 р. острів — частина незалежної Хорватії.

## Пам'ятки
- 'Раб' — мальовниче містечко, розташоване на довгій і вузькій косі. Як і місто Паг, в середні віки місто було перебудовано по кресленнях Юрая Далматинця. Серед безлічі старовинний будівель міста виділяються чотири романські дзвіниці різних періодів, бенедиктинський монастир XI століття, церква св. Марії (XIII століття).
- 'Лопар' — селище в північній частині острова. За традицією вважається місцем народження Марина, засновника республіки Сан-Марино. Церква св. Марії (XV століття).
- 'Супетарська драга' — село в північній частині острова на березі мальовничої бухти. У сільській церкві — найстаровинніший дзвін Адріатики, що датується 1059 роком.

Раб також відомий завдяки традиційному десерту у вигляді спіралі - рабському торту.